# Comuna de Pleszew
Pleszew (polaco: Gmina Pleszew) é uma gminy (comuna) na Polónia, na voivodia de Grande Polónia e no condado de Pleszewski. A sede do condado é a cidade de Pleszew.
De acordo com o censo de 2004, a comuna tem 29 702 habitantes, com uma densidade 164,9 hab/km².

## Área
Estende-se por uma área de 180,15 km², incluindo:
- área agricola: 77%
- área florestal: 14%

## Demografia
Dados de 30 de Junho 2004:
|                      | Total   | Total | Mulheres | Mulheres | Homens  | Homens |
| -------------------- | ------- | ----- | -------- | -------- | ------- | ------ |
|                      | pessoas | %     | pessoas  | %        | pessoas | %      |
| População            | 29 702  | 100   | 15 204   | 51,2     | 14 498  | 48,8   |
| Densidade (pop./km²) | 164,9   | 100   | 84,4     | 84,4     | 80,5    | 80,5   |

De acordo com dados de 2002, o rendimento médio per capita ascendia a 1328,24 zł.

## Subdivisões
- Baranówek, Borucin, Bógwidze, Bronów, Brzezie, Dobra Nadzieja, Grodzisko, Janków, Korzkwy, Kowalew, Kuczków, Lenartowice, Lubomierz, Ludwina, Marszew, Nowa Wieś, Pacanowice, Piekarzew, Prokopów, Rokutów, Sowina, Sowina Błotna, Suchorzew, Taczanów Drugi, Taczanów Pierwszy, Zawidowice, Zawady, Zielona Łąka.

## Comunas vizinhas
- Blizanów, Chocz, Czermin, Dobrzyca, Gołuchów, Kotlin, Ostrów Wielkopolski, Raszków